# یوتاکا تاهارا
یوتاکا تاهارا (انگلیسی: Yutaka Tahara؛ زادهٔ ۲۷ آوریل ۱۹۸۲) بازیکن فوتبال اهل ژاپن است.
از باشگاه‌هایی که در آن بازی کرده‌است می‌توان به باشگاه فوتبال یوکوهاما، باشگاه فوتبال یوکوهاما مارینوس، و باشگاه فوتبال ساموت سونگخرام اشاره کرد.
وی همچنین در تیم ملی فوتبال زیر ۲۰ سال ژاپن بازی کرده‌است.